# Werdun
Pour l’article ayant un titre homophone, voir Verdun.
Werdun (prononciation : [ˈvɛrdun]) est un village polonais de la gmina de Tarczyn dans le powiat de Piaseczno de la voïvodie de Mazovie dans le centre-est de la Pologne.
Il se situe à environ 9 kilomètres à l'ouest de Tarczyn (siège de la gmina), 25 kilomètres au sud-ouest de Piaseczno (siège du powiat) et à 36 kilomètres au sud-ouest de Varsovie (capitale de la Pologne).

## Histoire
De 1975 à 1998, le village appartenait administrativement à la voïvodie de Varsovie.